# 止泳繩
止泳繩為游泳競賽時於標準游泳池使用之必備裝置，游泳池兩側距出發端與轉身端各15公尺處各設有一組固定支架，其高度為當繩索拉緊時必須距離水面1.2公尺，止泳繩之粗細並無特別規定，一般介於1.0～1.5公分之間，其長度為可懸掛於兩端支架頂部橫跨於游泳池橫寬面之上，兩端予以固定，其固定之方式必須能夠快速的將繩索解放並迅速下降至水面上，且須涵蓋所有水道，以有效制止所有選手前進。

## 止泳繩之使用
- 操作止泳繩者為「止泳繩管理員」，是游泳規則所規定編制之正式裁判員，不得由一般助理人員擔任。
- 當違規出發或是由於裁判人員之錯誤而誤導選手之出發時，經裁判長或是發令員吹哨音制止時，「止泳繩管理員」立即迅速放下止泳繩，以阻止選手繼續前進。

## 外部連結
- 止泳繩設備規格圖解
- 游泳裁判研習教材